# قطعنامه ۱۹۶۷ شورای امنیت
قطعنامه  ۱۹۶۷ شورای امنیت سازمان ملل متحد که در تاریخ ۱۹ ژانویه ۲۰۱۱ تصویب شد، سندی بین‌المللی دربارهٔ بررسی وضعیت ساحل عاج است. این قطعنامه طی نشست ۶۴۶۹ام با ۱۵ رای موافق، ۰ مخالف و ۰ ممتنع تصویب شد.